# Christopher Tucker
Christopher Tucker   (Hertford, 23 de març de 1941 - 14 de desembre de 2022) va ser un maquillador britànic per a teatre i cinema. Es va especialitzar en la creació de maquillatge pròtesi per a pel·lícules de terror. Entre els seus treballs notables hi havia els efectes de maquillatge per a L'home elefant, En companyia de llops i el musical escènic The Phantom of the Opera.

## Carrera
Tucker va néixer el 1946 a Hertford. Va assistir la Guildhall School of Music and Drama de Londres, i va començar a experimentar amb nassos artificials quan se li va demanar que actués a l'òpera Rigoletto. Els resultats van ser ben rebuts i el 1974 va abandonar la carrera d'òpera i es va convertir en maquillador a temps complet. Va treballar des d'una casa pairal del segle XVIII a Berkshire, i va ser ajudat per la seva dona Sinikka Ikaheimo.
El primer treball acreditat de Tucker és el maquillatge de la pel·lícula de 1970 Julius Caesar, protagonitzada per Charlton Heston i John Gielgud. També va ser el responsable de l'envelliment dels personatges de la sèrie de la BBC Jo, Claudi. Durant 1975–76, va formar part de l'equip. que va crear el maquillatge i les pròtesis per a l'emblemàtica escena de Mos Eisley Cantina a Star Wars.
El 1980, Tucker va ser contractat per crear les pròtesis que transformarien John Hurt en el horriblement deformat Joseph Merrick a la pel·lícula de David Lynch L'home elefant. Segons el seu lloc web, el cap "tenia 15 seccions diferents, algunes d'elles superposades mai abans  [sic], fetes amb escuma i cautxú de silicona. Va trigar set hores a aplicar-se." L'apreciació de la feina va portar a la creació de la categoria Millor maquillatge als Premis Oscar dirigits per l'Acadèmia de les Arts i les Ciències Cinematogràfiques, que es va atorgar per primera vegada el 1981.
A principis dels anys 80, a instàncies del fotògraf Jay Myrdal, va crear una pròtesi que va millorar considerablement les dotacions naturals de l'estrella porno Daniel Arthur Mead, que més tard va guanyar notorietat sota el pseudònim de Long Dong Silver. Myrdal va comentar que Tucker "normalment no hauria acceptat la feina, però li va fer gràcia la idea de fer una polla". El 1983, va transformar Terry Jones en el Mr Creosote fantàsticament obès a Monty Python's The Meaning of Life. El 1984, va desenvolupar formes originals de transformació de home llop a En companyia de llops, en què es veu un home arrencant-se la pell, després de la qual cosa els seus trets s'allarguen a mesura que es converteix en llop, i en el qual un llop emergeix de la gola d'un altre home. Tucker va intentar crear seqüències en què els homes es convertissin en llops, en lloc de convertir-se en criatures semblants a llops, i la seqüència d'esquinçament de la pell es va aconseguir quan l'actor va treure inicialment una pròtesi de làtex de la seva pròpia cara, i a mesura que la transformació avançava, utilitzant tres figures simulades, anomenades Bert 1, 2 i 3. El 1986, va crear les pròtesis per a Michael Crawford a l'adaptació musical d'El fantasma de l'Òpera d'Andrew Lloyd Webber.
El 2005, Tucker va crear les pròtesis per al personatge d'Amitabh Bachchan a la pel·lícula índia Black.

## Morts
Tucker va morir el desembre de 2022, als 76 anys.

## Premis
Tucker va guanyar el premi BAFTA al Millor artista de maquillatge el 1983 pel seu treball a la pel·lícula La recerca del foc. El 1985, va ser nominat als premis BAFTA en les categories Millor maquillador i Millors efectes visuals especials pel seu treball a En companyia de llops. També va guanyar el premi als millors efectes especials al XVII Festival Internacional de Cinema Fantàstic de Sitges.
Tucker també va ser el tema d'un documental de televisió anomenat Skintricks fet el 1986 per a Amsterdam TV. El documental es va fer en el moment en què s'estava produint En companyia de llops i va incloure imatges darrere de l'escenari del procés de maquillatge. Inclou entrevistes amb els actors Ronald Pickup i John Hurt, parlant del seu maquillatge per a L’home elefant, i Terry Jones parlant del maquillatge de Mr. Creosote a la pel·lícula de Monty Python.